# Carlos Takam
Armand Carlos Netsing Takam (nacido el 6 de diciembre en 1980) es un boxeador profesional de Camerún con nacionalidad francesa que compite en la categoría de peso pesado. Takam es excampeón de peso pesado de plata del CMB. Como aficionado, representó a Camerún en la división de los superpesados en los Juegos Olímpicos de 2004.

## Carrera amateur
Takam compitió en los Juegos de África de 2003 en Abuya, Nigeria, y ganó la medalla de bronce en su división de peso.
En 2004 representó a su país natal, Camerún, en los Juegos Olímpicos de Verano de 2004 en Atenas, Grecia, pero fue derrotado en la ronda de los dieciseisavos por el egipcio Mohamed Aly. Takam se clasificó para los Juegos de Atenas al ganar la medalla de oro en el 1er Torneo de Clasificación Olímpica AIBA African 2004 en Casablanca, Marruecos. En la final decisiva del evento derrotó al luchador angoleño Georgio Cabta.

## Récord profesional
| 39 Ganadas (28 KOs), 7 Derrotas, 1 Empate |        |                         |      |               |            |                                                               |                                                                                           |
| Res.                                      | Récord | Oponente                | Tipo | Rd., Tiempo   | Fecha      | Localidad                                                     | Notas                                                                                     |
| D                                         | 39–7–1 | Arslanbek Makhmudov     | UD   | 10            | 16-09-2022 | Montreal Casino, Montreal, Quebec, Canadá                     | Por los títulos WBC-NABF, WBA-NABA y WBC Silver vacante del peso pesado.                  |
| D                                         | 39–6–1 | Joe Joyce               | TKO  | 6 (12) 0:49   | 24-07-2021 | The SSE Arena, Londres                                        | Por los títulos Commonwealth, WBC Silver y WBO International del peso pesado.             |
| G                                         | 39–5–1 | Jerry Forrest           | UD   | 10            | 09-07-2020 | MGM Grand Conference Center, Paradise, Nevada                 |                                                                                           |
| G                                         | 38–5–1 | Fabio Maldonado         | UD   | 10            | 28-02-2020 | Paramount Theatre, Huntington                                 |                                                                                           |
| G                                         | 37–5–1 | Craig Lewis             | UD   | 10            | 14-09-2019 | Resort World Catskills Casino, Catskill                       |                                                                                           |
| G                                         | 36–5–1 | Senad Gashi             | TKO  | 7 (10) 1:40   | 22-12-2018 | The O2 Arena, Londres, Inglaterra                             |                                                                                           |
| D                                         | 35–5–1 | Dereck Chisora          | TKO  | 8 (12) 1:01   | 28-07-2018 | The O2 Arena, Londres, Inglaterra                             | Por el título vacante WBA International.                                                  |
| D                                         | 35–4–1 | Anthony Joshua          | TKO  | 10 (12), 1:34 | 28-10-2017 | Principality Stadium, Cardiff, Wales                          | Por los títulos WBA (Super), IBF, y IBO pesados                                           |
| G                                         | 35–3–1 | Ivica Bacurin           | TKO  | 2 (8)         | 17-06-2017 | Casino de la Vallee, Saint-Vincent, Italia                    |                                                                                           |
| G                                         | 34–3–1 | Marcin Rekowski         | KO   | 4 (12), 0:42  | 29-01-2017 | Cotai Arena, Macao, China                                     | Gana el título vacante IBF Inter-Continental peso pesado                                  |
| D                                         | 33–3–1 | Joseph Parker           | UD   | 12            | 21-05-2016 | Vodafone Events Centre, Auckland, Nueva Zelanda               |                                                                                           |
| G                                         | 33–2–1 | George Arias            | UD   | 8             | 28-11-2015 | Palasport Le Cupole, Torino, Piamonte, Italia                 |                                                                                           |
| G                                         | 32–2–1 | Michael Sprott          | KO   | 5 (8)         | 13-06-2015 | Cirque d'Hiver, Paris, France                                 |                                                                                           |
| G                                         | 31–2–1 | Marcelo Luiz Nascimento | KO   | 4 (10)        | 10-04-2015 | Gymnase du Clos de l'Arche, Noisy-le-Grand, France            |                                                                                           |
| D                                         | 30–2–1 | Alexander Povetkin      | KO   | 10 (12), 0:54 | 24-10-2014 | Olympic Indoor Arena, Moscú, Rusia                            | Pierde WBC Silver peso pesado                                                             |
| G                                         | 30–1–1 | Tony Thompson           | UD   | 12            | 06-06-2014 | Palais des Sport Marcel Cerdan, Levallois-Perret, France      | Gana el título vacante WBC Silver peso pesado                                             |
| E                                         | 29–1–1 | Mike Perez              | MD   | 10            | 18-01-2014 | Bell Centre, Montreal, Canadá                                 | Por el título WBC United States peso pesado                                               |
| G                                         | 29–1   | Jakov Gospic            | KO   | 3 (8)         | 20-12-2012 | Hall des Sports Pellière-Donatien, Fort-de-France, Martinique |                                                                                           |
| G                                         | 28–1   | Michael Grant           | TKO  | 8 (10), 0:50  | 24-05-2013 | Gymnase du Clos de l'Arche, Noisy-le-Grand, France            | Gana el título WBF peso pesado                                                            |
| G                                         | 27–1   | Ivica Perkovic          | TKO  | 3 (8)         | 14-12-2012 | Gymnase des Roulants, Cergy-Pontoise, France                  |                                                                                           |
| G                                         | 26–1   | Tomáš Mrázek            | PTS  | 8             | 26-05-2012 | Trois Ilets, Martinique                                       |                                                                                           |
| G                                         | 25–1   | Frans Botha             | TKO  | 11 (12)       | 31-03-2012 | Gymnase Jean Richepin, Noisy-le-Grand, France                 | Retiene el título WBO África pesado; Gana el título vacante WBF International peso pesado |
| G                                         | 24–1   | Samir Kurtagic          | PTS  | 8             | 02-12-2011 | Gymnase du Clos de l'Arche, Noisy-le-Grand, France            |                                                                                           |
| G                                         | 23–1   | Gbenga Oloukun          | RTD  | 6 (12), 3:00  | 29-04-2011 | Espace Roger Boisrame, Pontault-Combault, Francia             | Gana el título vacante WBO África peso pesado                                             |
| G                                         | 22–1   | Levan Jomardashvili     | TKO  | 3 (8)         | 26-11-2010 | Gymnase du Clos de l'Arche, Noisy-le-Grand, France            |                                                                                           |
| G                                         | 21–1   | Pavels Dolgovs          | TKO  | 4 (8), 0:42   | 02-07-2010 | Gymnase Jean Richepin, Villiers-le-Bel, France                |                                                                                           |
| G                                         | 20–1   | Humberto Evora          | TKO  | 2 (10)        | 29-05-2010 | Salle Louis Achile, Fort-de-France, Martinique                |                                                                                           |
| G                                         | 19–1   | Roman Kracík            | KO   | 1 (8)         | 24-10-2009 | La Palestre, Le Cannet, Francia                               |                                                                                           |
| D                                         | 18–1   | Grégory Tony            | UD   | 8             | 27-06-2009 | La Palestre, Le Cannet, Francia                               |                                                                                           |
| G                                         | 18–0   | Stephane Tessier        | PTS  | 6             | 10-04-2009 | Salle Yaris, Noisy-le-Grand, Francia                          |                                                                                           |
| G                                         | 17–0   | Humberto Evora          | KO   | 2 (8)         | 18-09-2009 | Cirque d'hiver, Paris, Francia                                |                                                                                           |
| G                                         | 16–0   | Daniel Bispo            | TKO  | 3 (8)         | 05-06-2008 | Cirque d'hiver, Paris, Francia                                |                                                                                           |
| G                                         | 15–0   | Norbert Sallai          | KO   | 1 (6)         | 17-04-2008 | Cirque d'hiver, Paris, Francia                                |                                                                                           |
| G                                         | 14–0   | Daniil Peretyatko       | TKO  | 5 (6)         | 21-02-2008 | Cirque d'hiver, Paris, Francia                                |                                                                                           |
| G                                         | 13–0   | Janos Somogyi           | TKO  | 2 (8)         | 15-11-2007 | Le Zénith, Dijon, Francia                                     |                                                                                           |
| G                                         | 12–0   | Cătălin Zmărăndescu     | TKO  | 2 (6)         | 02-06-2007 | Place nouvelle aventure, Lille, Francia                       |                                                                                           |
| G                                         | 11–0   | Ioan Mihai              | RTD  | 2 (6)         | 11-05-2007 | Salle Maurice Baquet, Bagnolet, Francia                       |                                                                                           |
| G                                         | 10–0   | Janos Somogyi           | TKO  | 2 (6)         | 01-05-2007 | Tempelhof, Bruges, Bélgica                                    |                                                                                           |
| G                                         | 9–0    | Ioan Teosorejus         | RTD  | 2 (8)         | 24-02-2007 | Cirque de Reims, Reims, Francia                               |                                                                                           |
| G                                         | 8–0    | Leon Nzama              | PTS  | 4             | 02-12-2006 | Bercy, Paris, Francia                                         |                                                                                           |
| G                                         | 7–0    | Roger Foe               | TKO  | 1 (4)         | 15-07-2006 | La Palestre, Le Cannet, Francia                               |                                                                                           |
| G                                         | 6–0    | Ioan Mihai              | KO   | 1 (6)         | 01-06-2006 | Salle Vallier, Marseille, Francia                             |                                                                                           |
| G                                         | 5–0    | Harry Duiven, Jr.       | KO   | 1 (6)         | 01-05-2006 | Tempelhof, Bruges, Bélgica                                    |                                                                                           |
| G                                         | 4–0    | Ibrahim Camara          | TKO  | 3 (6)         | 14-04-2006 | Parc de Expositions de Reims, Reims, Francia                  |                                                                                           |
| G                                         | 3–0    | Valentin Marinel        | TKO  | 3 (4)         | 25-03-2006 | Gymnase des Yvris, Noisy-le-Grand, Francia                    |                                                                                           |
| G                                         | 2–0    | Thierry Guezouli        | PTS  | 6             | 07-02-2006 | La Soucoupe, Saint-Nazaire, Francia                           |                                                                                           |
| G                                         | 1–0    | Zine Eddine Benmakhlouf | PTS  | 6             | 10-12-2005 | Chalon-sur-Saône, Francia                                     | Debut                                                                                     |